# Lân Du
Lân Du  (tiếng Trung: 麟游縣, Hán Việt: Lân Du huyện) là một huyện thuộc địa cấp thị Bảo Kê, tỉnh Thiểm Tây, Cộng hòa Nhân dân Trung Hoa. Huyện này có diện tích 1606 km2, dân số là 90.000 người. Huyện Lân Du được chia thành các đơn vị hành chính gồm 5 trấn, 14 hương. 